# Amable Doucet
Pour les articles homonymes, voir Doucet.
Amable Doucet (né le 23 avril 1737 à Annapolis Royal, mort le 21 juin 1806 à Grosses-Coques), était un greffier et un juge de paix acadien de la Nouvelle-Écosse.

## Biographie
Amable Doucet naît le 29 avril 1737 à Annapolis Royal, en Nouvelle-Écosse; il est le deuxième fils des trois enfants de Pierre Doucet et de Marie-Josephe Robichaud. En 1755, à l'âge de 18 ans, il est déporté avec sa famille vers Newbury, au Massachusetts. 
Durant son exil, il est probablement fiancé à Marie Doucet, fille de François Doucet et de Marguerite Petitot et sœur de Pierre Doucet. En 1764, le gouvernement britannique informe le gouverneur Montagu Wilmot qu'il doit autoriser les Acadiens prêtant un serment d'allégeance à revenir s'établir en Nouvelle-Écosse ; une concession est réservée à leur usage en 1767 à la baie Sainte-Marie. La famille d'Amable émigre ensuite vers Québec mais il décide plutôt de suivre Marie et sa famille vers la Nouvelle-Écosse. Selon la tradition orale, ils arrivent vers 1770 sur le site du futur village de Pointe-de-l'Église ; les registres paroissiaux indiquent cependant qu'Amable est déjà sur place en 1769.
En 1772, Amable obtient une concession de 350 acres et s'établit sur le site du futur village de Comeauville. Marie Doucet meurt au début 1774, laissant deux enfants à Amable; elle est enterrée à Pointe-à-Major, qui devient plus tard le premier cimetière acadien de la région. Le 18 octobre suivant, Amable épouse en secondes noces Marie-Gertrude Gaudet, fille de Joseph Gaudet et Gertrude Le Blanc; le couple a dix enfants, dont la cadette épouse François-Lambert Bourneuf. En 1801, Amable obtient une partie de la concession aux Acadiens de la baie Sainte-Marie, fait plusieurs autres transactions dans les années suivantes et finit par s'établir à Grosses-Coques.
Il est l'un des notables dans sa communauté. Il célèbre des messes blanches, c'est-à-dire sans prêtre, en l'absence de missionnaires, et participe à plusieurs pétitions. Il demande notamment que Pierre Le Blanc reçoive une terre, lui qui avait été omis durant la concession.
Il est nommé greffier municipal du canton de Clare en 1792 et devient juge de paix en 1793. Il est d'ailleurs le premier Acadien à être nommé magistrat après la Déportation, même si son grand-père, Prudent Robichaux, avait exercé les mêmes fonctions en 1727. Il doit s'occuper de nombreuses affaires, pour la plupart banales, sauf notamment en 1803, lorsqu'il préside une session extraordinaire dans sa résidence, où il condamne un voleur à être fouetté. Cet événement, et le fait qu'il lègue un esclave noir du nom de Jérôme à son épouse à son décès, prouve que ses idées ne sont pas progressistes pour l'époque.
Il meurt le 21 juin 1806 à Grosses-Coques.